# Махинахина (Хаваји)
Махинахина (енгл. Mahinahina) насељено је место за статистичке потребе у америчкој савезној држави Хаваји. По попису становништва из 2010. у њему је живело 880 становника.

## Демографија
Према попису становништва из 2010. у граду је живело 880 становника.
| Група             | 2000.  | 2010.       |
| Белци             | . (.%) | 560 (63,6%) |
| Афроамериканци    | . (.%) | 4 (0,5%)    |
| Азијати           | . (.%) | 147 (16,7%) |
| Хиспаноамериканци | . (.%) | 68 (7,7%)   |
| Укупно            | .      | 880         |